# Mosquée de Gennevilliers
La mosquée Ennour est un édifice religieux musulman situé à Gennevilliers, en France. Elle est gérée par l'association Ennour, présidé par Mohammed Ben Ali. Elle est fréquentée par des centaines de fidèles surtout la prière du vendredi. Une centaine de bénévoles y travaille le mois du Ramadan pour distribuer des colis alimentaires. Elle a été source d'une polémique en juillet 2021 à la suite du limogeage de l'imam Mehdi Bouzid par le ministre de l'intérieur Gerald Darmanin.